# Aspidoproctus giganteus
Aspidoproctus giganteus är en insektsart som beskrevs av Robert Newstead 1914. Aspidoproctus giganteus ingår i släktet Aspidoproctus och familjen pärlsköldlöss.
Artens utbredningsområde är Nigeria. Inga underarter finns listade i Catalogue of Life.